# Jessica Pegula
Jessica Pegula (ur. 24 lutego 1994 w Buffalo) – amerykańska tenisistka, finalistka US Open 2024 w grze pojedynczej, French Open 2022 w podwójnej oraz US Open 2023 w mikście, liderka rankingu deblowego WTA od 11 września 2023.

## Kariera tenisowa
Udział w zawodowych turniejach rozpoczęła w 2009 roku, w wieku piętnastu lat, biorąc udział (dzięki dzikiej karcie) w kwalifikacjach do turnieju WTA, MPS Group Championships na Florydzie. Swój start zakończyła na drugiej rundzie kwalifikacji. W następnych latach grała głównie w turniejach rangi ITF, w których wygrała siedem tytułów deblowych.
W 2011 roku otrzymała dziką kartę do turnieju wielkoszlemowego US Open, w grze podwójnej. W parze z Taylor Townsend dotarły do trzeciej rundy, w której przegrały z rozstawionymi z numerem trzecim zawodniczkami, Vanią King i Jarosławą Szwiedową.
W marcu 2012 roku wygrała kwalifikacje do turnieju BNP Paribas Open w Indian Wells, pokonując w nich znacznie wyżej notowane tenisistki, Bojanę Jovanovski i Paulę Ormaecheę. W fazie głównej turnieju odpadła w pierwszej rundzie, po przegranej z Magdaléną Rybárikovą.
W zawodach cyklu WTA Tour Amerykanka wygrała cztery turnieje w grze pojedynczej z dziesięciu rozegranych finałów, w grze podwójnej natomiast zwyciężyła w siedmiu turniejach z dziesięciu rozegranych finałów. Osiągnęła też finał w jednym turnieju singlowym w cyklu WTA 125K series, w deblu zaś wygrała w jednym turnieju z dwóch rozegranych finałów w zawodach tej kategorii.

## Życie prywatne
Matka Jessiki jest Koreanką. Tenisistka ma czworo rodzeństwa.
Jest córką Terry’ego Peguli, miliardera, który zdobył majątek w przemyśle gazowym. Ojciec jest właścicielem m.in. klubu NHL Buffalo Sabres, zaś wraz z żoną, Kim (matką Jessiki) są właścicielami klubu NFL Buffalo Bills.
W 2021 roku poślubiła Taylora Gahagena, dyrektora firmy Pegula Sports and Entertainment.

## Historia występów wielkoszlemowych
Legenda
     W, wygrany turniej
     F, przegrana w finale
     SF, przegrana w półfinale
     QF, przegrana w ćwierćfinale
     xR, przegrana w x rundzie
     Qx, przegrana w x rundzie kwalifikacji
     A, brak startu
     NH, turniej nie odbył się

### Występy w grze pojedynczej
| Australian Open        | A   | A   | A   | A   | Q1  | A   | A   | Q2  | A   | A   | A  | 1R | QF | QF | QF | 2R | 3R | 0 / 6  | 15 – 6  |  |  |  |  |  |  |  |  |
| French Open            | A   | A   | A   | A   | Q2  | A   | Q3  | Q1  | A   | A   | 1R | 1R | 3R | QF | 3R | A  |    | 0 / 5  | 8 – 5   |  |  |  |  |  |  |  |  |
| Wimbledon              | A   | A   | A   | A   | Q1  | A   | Q3  | Q2  | A   | A   | 1R | NH | 2R | 3R | QF | 2R |    | 0 / 5  | 8 – 5   |  |  |  |  |  |  |  |  |
| US Open                | A   | A   | Q2  | Q2  | A   | A   | 2R  | 1R  | Q1  | Q3  | 1R | 3R | 3R | QF | 4R | F  |    | 0 / 8  | 18 – 8  |  |  |  |  |  |  |  |  |
|                        |     |     |     |     |     |     |     |     |     |     |    |    |    |    |    |    |    |        |         |  |  |  |  |  |  |  |  |
| Ranking na koniec roku | 922 | 855 | 288 | 147 | 206 | 775 | 151 | 165 | 632 | 125 | 76 | 62 | 18 | 3  | 5  | 7  |    | 0 / 24 | 49 – 24 |  |  |  |  |  |  |  |  |

### Występy w grze podwójnej
| Australian Open        | A | A | A   | A   | A   | A   | A   | A   | A   | A   | A   | 2R | 1R | 2R | SF | A  | A | 0 / 4  | 6 – 4   |  |  |  |  |  |  |  |  |
| French Open            | A | A | A   | A   | A   | A   | A   | A   | A   | A   | 3R  | QF | 2R | F  | SF | A  |   | 0 / 5  | 15 – 5  |  |  |  |  |  |  |  |  |
| Wimbledon              | A | A | A   | A   | A   | A   | A   | A   | A   | A   | 1R  | NH | 3R | A  | 3R | QF |   | 0 / 4  | 7 – 4   |  |  |  |  |  |  |  |  |
| US Open                | A | A | 3R  | 2R  | A   | A   | 1R  | 1R  | A   | A   | 1R  | 2R | 1R | 1R | QF | A  |   | 0 / 9  | 7 – 9   |  |  |  |  |  |  |  |  |
|                        |   |   |     |     |     |     |     |     |     |     |     |    |    |    |    |    |   |        |         |  |  |  |  |  |  |  |  |
| Ranking na koniec roku | – | – | 162 | 114 | 154 | 907 | 350 | 189 | 318 | 148 | 120 | 87 | 50 | 6  | 3  | 48 |   | 0 / 22 | 35 – 22 |  |  |  |  |  |  |  |  |

### Występy w grze mieszanej
| Australian Open | A | A | A | A | A | A | A | A | A | A | A | A  | A  | 1R | 1R | A | A | 0 / 2 | 0 – 2 |  |  |  |  |  |  |  |  |
| French Open     | A | A | A | A | A | A | A | A | A | A | A | NH | A  | 1R | 1R | A |   | 0 / 2 | 0 – 2 |  |  |  |  |  |  |  |  |
| Wimbledon       | A | A | A | A | A | A | A | A | A | A | A | NH | 1R | A  | A  | A |   | 0 / 1 | 0 – 1 |  |  |  |  |  |  |  |  |
| US Open         | A | A | A | A | A | A | A | A | A | A | A | NH | SF | 2R | F  | A |   | 0 / 3 | 8 – 3 |  |  |  |  |  |  |  |  |
|                 |   |   |   |   |   |   |   |   |   |   |   |    |    |    |    |   |   |       |       |  |  |  |  |  |  |  |  |
|                 |   |   |   |   |   |   |   |   |   |   |   |    |    |    |    |   |   | 0 / 8 | 8 – 8 |  |  |  |  |  |  |  |  |

## Finały turniejów WTA
| Legenda                     | Legenda |
| --------------------------- | ------- |
| Wielki Szlem                |         |
| Igrzyska olimpijskie        |         |
| WTA Tour Championships      |         |
| 2009 – 2020                 |         |
| WTA Premier Mandatory       |         |
| WTA Premier 5               |         |
| WTA Premier                 |         |
| WTA International Series    |         |
| WTA 125K series (2012–2020) |         |
| od 2021                     |         |
| WTA 1000 (obowiązkowe)      |         |
| WTA 1000 (nieobowiązkowe)   |         |
| WTA 500                     |         |
| WTA 250                     |         |
| WTA 125                     |         |

### Gra pojedyncza 19 (9–10)
| Końcowy wynik | Nr  | Data                 | Turniej                  | Nawierzchnia    | Przeciwniczka           | Wynik finału        |
| ------------- | --- | -------------------- | ------------------------ | --------------- | ----------------------- | ------------------- |
| Finalistka    | 1.  | 16 września 2018     | Québec                   | Dywanowa (hala) | Pauline Parmentier      | 5:7, 2:6            |
| Zwyciężczyni  | 1.  | 4 sierpnia 2019      | Waszyngton               | Twarda          | Camila Giorgi           | 6:2, 6:2            |
| Finalistka    | 2.  | 12 stycznia 2020     | Auckland                 | Twarda          | Serena Williams         | 3:6, 4:6            |
| Finalistka    | 3.  | 7 maja 2022          | Madryt                   | Ceglana         | Uns Dżabir              | 5:7, 6:0, 2:6       |
| Zwyciężczyni  | 2.  | 23 października 2022 | Guadalajara              | Twarda          | Maria Sakari            | 6:2, 6:3            |
| Finalistka    | 4.  | 18 lutego 2023       | Doha                     | Twarda          | Iga Świątek             | 3:6, 0:6            |
| Zwyciężczyni  | 3.  | 13 sierpnia 2023     | Montreal                 | Twarda          | Ludmiła Samsonowa       | 6:1, 6:0            |
| Finalistka    | 5.  | 1 października 2023  | Tokio                    | Twarda          | Wieronika Kudiermietowa | 5:7, 1:6            |
| Zwyciężczyni  | 4.  | 15 października 2023 | Seul                     | Twarda          | Yuan Yue                | 6:2, 6:3            |
| Finalistka    | 6.  | 6 listopada 2023     | Cancún                   | Twarda          | Iga Świątek             | 1:6, 0:6            |
| Zwyciężczyni  | 5.  | 23 czerwca 2024      | Berlin                   | Trawiasta       | Anna Kalinska           | 6:7(0), 6:4, 7:6(3) |
| Zwyciężczyni  | 6.  | 12 sierpnia 2024     | Toronto                  | Twarda          | Amanda Anisimova        | 6:3, 2:6, 6:1       |
| Finalistka    | 7.  | 19 sierpnia 2024     | Cincinnati               | Twarda          | Aryna Sabalenka         | 3:6, 5:7            |
| Finalistka    | 8.  | 7 września 2024      | US Open                  | Twarda          | Aryna Sabalenka         | 5:7, 5:7            |
| Finalistka    | 9.  | 11 stycznia 2025     | Adelaide                 | Twarda          | Madison Keys            | 3:6, 6:4, 1:6       |
| Zwyciężczyni  | 7.  | 2 marca 2025         | Austin                   | Twarda          | McCartney Kessler       | 7:5, 6:2            |
| Finalistka    | 10. | 29 marca 2025        | Miami                    | Twarda          | Aryna Sabalenka         | 5:7, 2:6            |
| Zwyciężczyni  | 8.  | 6 kwietnia 2025      | Charleston               | Ceglana         | Sofia Kenin             | 6:3, 7:5            |
| Zwyciężczyni  | 9.  | 28 czerwca 2025      | Bad Homburg vor der Höhe | Trawiasta       | Iga Świątek             | 6:4, 7:5            |

### Gra podwójna 12 (7–5)
| Końcowy wynik | Nr | Data                 | Turniej     | Nawierzchnia | Partnerka        | Przeciwniczki                          | Wynik finału      |
| ------------- | -- | -------------------- | ----------- | ------------ | ---------------- | -------------------------------------- | ----------------- |
| Zwyciężczyni  | 1. | 9 stycznia 2022      | Melbourne   | Twarda       | Asia Muhammad    | Sara Errani Jasmine Paolini            | 6:3, 6:1          |
| Zwyciężczyni  | 2. | 25 lutego 2022       | Doha        | Twarda       | Coco Gauff       | Wieronika Kudiermietowa Elise Mertens  | 3:6, 7:5, 10–5    |
| Finalistka    | 1. | 5 czerwca 2022       | French Open | Ceglana      | Coco Gauff       | Caroline Garcia Kristina Mladenovic    | 6:2, 3:6, 2:6     |
| Zwyciężczyni  | 3. | 6 sierpnia 2022      | Waszyngton  | Twarda       | Erin Routliffe   | Anna Kalinska Catherine McNally        | 6:3, 5:7, 12–10   |
| Zwyciężczyni  | 4. | 14 sierpnia 2022     | Toronto     | Twarda       | Coco Gauff       | Nicole Melichar-Martinez Ellen Perez   | 6:4, 6:7(5), 10–5 |
| Zwyciężczyni  | 5. | 16 października 2022 | San Diego   | Twarda       | Coco Gauff       | Gabriela Dabrowski Giuliana Olmos      | 1:6, 7:5, 10–4    |
| Zwyciężczyni  | 6. | 17 lutego 2023       | Doha        | Twarda       | Coco Gauff       | Ludmyła Kiczenok Jeļena Ostapenko      | 6:4, 2:6, 10–7    |
| Zwyciężczyni  | 7. | 2 kwietnia 2023      | Miami       | Twarda       | Coco Gauff       | Leylah Fernandez Taylor Townsend       | 7:6(6), 6:2       |
| Finalistka    | 2. | 7 maja 2023          | Madryt      | Ceglana      | Coco Gauff       | Wiktoryja Azaranka Beatriz Haddad Maia | 1:6, 4:6          |
| Finalistka    | 3. | 20 maja 2023         | Rzym        | Ceglana      | Coco Gauff       | Storm Hunter Elise Mertens             | 4:6, 4:6          |
| Finalistka    | 4. | 3 marca 2024         | San Diego   | Twarda       | Desirae Krawczyk | Nicole Melichar-Martinez Ellen Perez   | 1:6, 2:6          |
| Finalistka    | 5. | 13 października 2024 | Wuhan       | Twarda       | Asia Muhammad    | Irina Chromaczowa Anna Danilina        | 3:6, 6:7(6)       |

### Gra mieszana 1 (0–1)
| Końcowy wynik | Nr | Data            | Turniej | Nawierzchnia | Partner         | Przeciwnicy                    | Wynik finału |
| ------------- | -- | --------------- | ------- | ------------ | --------------- | ------------------------------ | ------------ |
| Finalistka    | 1. | 8 września 2023 | US Open | Twarda       | Austin Krajicek | Anna Danilina Harri Heliövaara | 3:6, 4:6     |

## Finały turniejów WTA 125K series

### Gra pojedyncza 1 (0–1)
| Końcowy wynik | Nr | Data             | Turniej       | Nawierzchnia | Przeciwniczka    | Wynik finału  |
| ------------- | -- | ---------------- | ------------- | ------------ | ---------------- | ------------- |
| Finalistka    | 1. | 27 stycznia 2019 | Newport Beach | Twarda       | Bianca Andreescu | 6:0, 4:6, 2:6 |

### Gra podwójna 2 (1–1)
| Końcowy wynik | Nr | Data              | Turniej      | Nawierzchnia | Partnerka         | Przeciwniczki                   | Wynik finału   |
| ------------- | -- | ----------------- | ------------ | ------------ | ----------------- | ------------------------------- | -------------- |
| Zwyciężczyni  | 1. | 17 listopada 2018 | Houston      | Twarda       | Maegan Manasse    | Desirae Krawczyk Giuliana Olmos | 1:6, 6:4, 10–8 |
| Finalistka    | 1. | 7 marca 2020      | Indian Wells | Twarda       | Catherine McNally | Asia Muhammad Taylor Townsend   | 4:6, 4:6       |

## Występy w Turnieju Mistrzyń

### W grze pojedynczej
| Rok  | Rezultat                              | Przeciwniczka                           | Wynik                                 |
| 2021 | zawodniczka rezerwowa (nie wystąpiła) | zawodniczka rezerwowa (nie wystąpiła)   | zawodniczka rezerwowa (nie wystąpiła) |
| 2022 | Faza grupowa                          | Maria Sakari Uns Dżabir Aryna Sabalenka | 6:7(6), 6:7(4) 6:1, 3:6, 3:6 3:6, 5:7 |
| 2023 | Finał                                 | Iga Świątek                             | 1:6, 0:6                              |
| 2024 | Faza grupowa (wycofanie po 2 meczach) | Coco Gauff Barbora Krejčíková           | 3:6, 2:6 3:6, 3:6                     |

### W grze podwójnej
| Rok  | Rezultat     | Partnerka  | Przeciwniczki                                                                                            | Wynik                                     |
| 2022 | Faza grupowa | Coco Gauff | Xu Yifan Yang Zhaoxuan Desirae Krawczyk Demi Schuurs Barbora Krejčíková Kateřina Siniaková               | 4:6, 6:4, 7–10 6:3, 0:6, 5–10 2:6, 1:6    |
| 2023 | Faza grupowa | Coco Gauff | Gabriela Dabrowski Erin Routliffe Barbora Krejčíková Kateřina Siniaková Laura Siegemund Wiera Zwonariowa | 6:7(2), 3:6 6:3, 5:7, 6–10 6:3, 4:6, 8–10 |

## Historia występów w turniejach WTA
| W  | = zwycięstwo                   |
| F  | = finał                        |
| SF | = półfinał                     |
| QF | = ćwierćfinał                  |
| xR | = x runda (x – numer rundy)    |
| LQ | = odpadła w kwalifikacjach     |
| A  | = nie uczestniczyła w turnieju |
| NH | = turniej nie odbywał się      |

| a    | Uwzględniono tylko mecze rozegrane w głównej drabince turnieju.                                                                                     |
| b    | Uwzględniono tylko turnieje, w których zawodniczka wystąpiła.                                                                                       |
|      | |
| c    | Statystyki całej kariery uwzględniają wyniki w turniejach WTA, ITF, kwalifikacjach do tych turniejów oraz spotkania rozegrane w Pucharze Federacji. |
|      | |
| Q    | Do turnieju głównego dostała się przez kwalifikacje.                                                                                                |
| P5   | Turniej w danym roku miał rangę WTA Premier 5. |
| P    | Turniej w danym roku miał rangę WTA Premier |
| 1000 | Turniej w danym roku miał rangę WTA 1000. |
| 500  | Turniej w danym roku miał rangę WTA 500. |

### W grze pojedynczej
| Turniej                    | Kategoria do 2020          | 2009                       | 2010                       | 2011                       | 2012                       | 2013                       | 2014                       | 2015                       | 2016                       | 2017                       | 2018                       | 2019                       | 2020                       | 2021                       | 2022                       | 2023                       | 2024                       | 2025                       | Tytuły                     | Z–Pa                       |                            |
| Mistrzostwa kończące sezon | Mistrzostwa kończące sezon | Mistrzostwa kończące sezon | Mistrzostwa kończące sezon | Mistrzostwa kończące sezon | Mistrzostwa kończące sezon | Mistrzostwa kończące sezon | Mistrzostwa kończące sezon | Mistrzostwa kończące sezon | Mistrzostwa kończące sezon | Mistrzostwa kończące sezon | Mistrzostwa kończące sezon | Mistrzostwa kończące sezon | Mistrzostwa kończące sezon | Mistrzostwa kończące sezon | Mistrzostwa kończące sezon | Mistrzostwa kończące sezon | Mistrzostwa kończące sezon | Mistrzostwa kończące sezon | Mistrzostwa kończące sezon | Mistrzostwa kończące sezon | Mistrzostwa kończące sezon |
| -------------------------- | -------------------------- | -------------------------- | -------------------------- | -------------------------- | -------------------------- | -------------------------- | -------------------------- | -------------------------- | -------------------------- | -------------------------- | -------------------------- | -------------------------- | -------------------------- | -------------------------- | -------------------------- | -------------------------- | -------------------------- | -------------------------- | -------------------------- | -------------------------- | -------------------------- |
| WTA Finals                 | WTA Finals                 | A                          | A                          | A                          | A                          | A                          | A                          | A                          | A                          | A                          | A                          | A                          | NH                         | Alt                        | RR                         | F                          | RR                         |                            | 0 / 3                      | 4 – 6                      |                            |
| Turnieje WTA 1000          |                            |                            |                            |                            |                            |                            |                            |                            |                            |                            |                            |                            |                            |                            |                            |                            |                            |                            |                            |                            |                            |
| Dubaj                      | Premier 5/Premier          | A                          | A                          | A                          | P                          | P                          | P                          | A                          | P                          | A                          | P                          | A                          | P                          | QF                         | 500                        | SF                         | A                          | 3R                         | 0 / 3                      | 6 – 3                      |                            |
| Doha                       | Premier 5/Premier          | P                          | P                          | P                          | A                          | A                          | A                          | P                          | A                          | P                          | A                          | P                          | A                          | 500                        | 3R                         | 500                        | A                          | QF                         | 0 / 2                      | 4 – 2                      |                            |
| Indian Wells               | Premier Mandatory          | A                          | A                          | A                          | 1R                         | LQ                         | A                          | LQ                         | LQ                         | A                          | A                          | 2R                         | NH                         | QF                         | 2R                         | 4R                         | 2R                         | 4R                         | 0 / 7                      | 8 – 7                      |                            |
| Miami                      | Premier Mandatory          | A                          | A                          | A                          | A                          | A                          | A                          | A                          | A                          | A                          | A                          | 1R                         | NH                         | 4R                         | SF                         | SF                         | QF                         | F                          | 0 / 6                      | 18 – 6                     |                            |
| Madryt                     | Premier Mandatory          | A                          | A                          | A                          | A                          | A                          | A                          | A                          | A                          | A                          | A                          | LQ                         | NH                         | 3R                         | F                          | QF                         | A                          |                            | 0 / 3                      | 9 – 3                      |                            |
| Rzym                       | Premier 5                  | A                          | A                          | A                          | A                          | A                          | A                          | A                          | A                          | A                          | A                          | A                          | A                          | QF                         | 3R                         | 2R                         | A                          |                            | 0 / 3                      | 4 – 3                      |                            |
| Montreal/Toronto           | Premier 5                  | A                          | A                          | A                          | A                          | LQ                         | A                          | A                          | A                          | A                          | A                          | A                          | NH                         | SF                         | SF                         | W                          | W                          |                            | 2 / 4                      | 17 – 2                     |                            |
| Cincinnati                 | Premier 5                  | A                          | A                          | A                          | A                          | A                          | A                          | A                          | LQ                         | A                          | A                          | 1R                         | QF                         | 3R                         | QF                         | 3R                         | F                          |                            | 0 / 6                      | 11 – 6                     |                            |
| Guadalajara                | –                          | Nie rozegrano              | Nie rozegrano              | Nie rozegrano              | Nie rozegrano              | Nie rozegrano              | Nie rozegrano              | Nie rozegrano              | Nie rozegrano              | Nie rozegrano              | Nie rozegrano              | Nie rozegrano              | Nie rozegrano              | Nie rozegrano              | W                          | A                          | 500                        |                            | 1 / 1                      | 5 – 0                      |                            |
| Tokio/ Wuhan               | Premier 5                  | A                          | A                          | A                          | A                          | A                          | A                          | A                          | A                          | A                          | A                          | 1R                         | Nie rozegrano              | Nie rozegrano              | Nie rozegrano              | Nie rozegrano              | 3R                         |                            | 0 / 2                      | 1 – 2                      |                            |
| Pekin                      | Premier Mandatory          | A                          | A                          | A                          | A                          | A                          | A                          | A                          | A                          | A                          | A                          | 1R                         | Nie rozegrano              | Nie rozegrano              | Nie rozegrano              | 3R                         | 4R                         |                            | 0 / 3                      | 3 – 3                      |                            |
|                            |                            |                            |                            |                            |                            |                            |                            |                            |                            |                            |                            |                            |                            |                            |                            |                            |                            |                            | 3 / 40                     | 86 – 37                    |                            |

### W grze podwójnej
| Turniej                    | Kategoria do 2020          | 2009                       | 2010                       | 2011                       | 2012                       | 2013                       | 2014                       | 2015                       | 2016                       | 2017                       | 2018                       | 2019                       | 2020                       | 2021                       | 2022                       | 2023                       | 2024                       | 2025                       | Tytuły                     | Z–Pa                       |                            |
| Mistrzostwa kończące sezon | Mistrzostwa kończące sezon | Mistrzostwa kończące sezon | Mistrzostwa kończące sezon | Mistrzostwa kończące sezon | Mistrzostwa kończące sezon | Mistrzostwa kończące sezon | Mistrzostwa kończące sezon | Mistrzostwa kończące sezon | Mistrzostwa kończące sezon | Mistrzostwa kończące sezon | Mistrzostwa kończące sezon | Mistrzostwa kończące sezon | Mistrzostwa kończące sezon | Mistrzostwa kończące sezon | Mistrzostwa kończące sezon | Mistrzostwa kończące sezon | Mistrzostwa kończące sezon | Mistrzostwa kończące sezon | Mistrzostwa kończące sezon | Mistrzostwa kończące sezon | Mistrzostwa kończące sezon |
| -------------------------- | -------------------------- | -------------------------- | -------------------------- | -------------------------- | -------------------------- | -------------------------- | -------------------------- | -------------------------- | -------------------------- | -------------------------- | -------------------------- | -------------------------- | -------------------------- | -------------------------- | -------------------------- | -------------------------- | -------------------------- | -------------------------- | -------------------------- | -------------------------- | -------------------------- |
| WTA Finals                 | WTA Finals                 | A                          | A                          | A                          | A                          | A                          | A                          | A                          | A                          | A                          | A                          | A                          | NH                         | A                          | RR                         | RR                         | A                          |                            | 0 / 2                      | 0 – 6                      |                            |
| Turnieje WTA 1000          |                            |                            |                            |                            |                            |                            |                            |                            |                            |                            |                            |                            |                            |                            |                            |                            |                            |                            |                            |                            |                            |
| Dubaj                      | Premier 5/Premier          | A                          | A                          | A                          | P                          | P                          | P                          | A                          | P                          | A                          | P                          | A                          | P                          | SF                         | 500                        | SF                         | A                          | A                          | 0 / 2                      | 4 – 2                      |                            |
| Doha                       | Premier 5/Premier          | P                          | P                          | P                          | A                          | A                          | A                          | P                          | A                          | P                          | A                          | P                          | A                          | 500                        | W                          | 500                        | A                          | 1R                         | 1 / 2                      | 4 – 1                      |                            |
| Indian Wells               | Premier Mandatory          | A                          | A                          | A                          | A                          | A                          | A                          | A                          | A                          | A                          | A                          | A                          | NH                         | 2R                         | 2R                         | 2R                         | QF                         | 1R                         | 0 / 5                      | 5 – 5                      |                            |
| Miami                      | Premier Mandatory          | A                          | A                          | A                          | A                          | A                          | A                          | A                          | A                          | A                          | A                          | A                          | NH                         | QF                         | 1R                         | W                          | 1R                         | 2R                         | 1 / 5                      | 8 – 4                      |                            |
| Madryt                     | Premier Mandatory          | A                          | A                          | A                          | A                          | A                          | A                          | A                          | A                          | A                          | A                          | A                          | NH                         | 2R                         | QF                         | F                          | A                          |                            | 0 / 3                      | 6 – 3                      |                            |
| Rzym                       | Premier 5                  | A                          | A                          | A                          | A                          | A                          | A                          | A                          | A                          | A                          | A                          | A                          | A                          | 1R                         | 1R                         | F                          | A                          |                            | 0 / 3                      | 4 – 3                      |                            |
| Montreal/Toronto           | Premier 5                  | A                          | A                          | A                          | A                          | A                          | A                          | A                          | A                          | A                          | A                          | A                          | NH                         | 1R                         | W                          | QF                         | QF                         |                            | 1 / 4                      | 6 – 2                      |                            |
| Cincinnati                 | Premier 5                  | A                          | A                          | A                          | A                          | A                          | A                          | A                          | A                          | A                          | A                          | 2R                         | QF                         | 2R                         | A                          | A                          | A                          |                            | 0 / 3                      | 4 – 3                      |                            |
| Guadalajara                | –                          | Nie rozegrano              | Nie rozegrano              | Nie rozegrano              | Nie rozegrano              | Nie rozegrano              | Nie rozegrano              | Nie rozegrano              | Nie rozegrano              | Nie rozegrano              | Nie rozegrano              | Nie rozegrano              | Nie rozegrano              | Nie rozegrano              | QF                         | A                          | 500                        |                            | 0 / 1                      | 1 – 1                      |                            |
| Tokio/ Wuhan               | Premier 5                  | A                          | A                          | A                          | A                          | A                          | A                          | A                          | A                          | A                          | A                          | A                          | Nie rozegrano              | Nie rozegrano              | Nie rozegrano              | Nie rozegrano              | F                          |                            | 0 / 1                      | 4 – 1                      |                            |
| Pekin                      | Premier Mandatory          | A                          | A                          | A                          | A                          | A                          | A                          | A                          | A                          | A                          | A                          | A                          | Nie rozegrano              | Nie rozegrano              | Nie rozegrano              | 2R                         | 1R                         |                            | 0 / 2                      | 0 – 2                      |                            |
|                            |                            |                            |                            |                            |                            |                            |                            |                            |                            |                            |                            |                            |                            |                            |                            |                            |                            |                            | 3 / 31                     | 46 – 27                    |                            |

## Finały turniejów ITF
| turnieje z pulą nagród 100 000 $   |
| turnieje z pulą nagród 75/80 000 $ |
| turnieje z pulą nagród 50/60 000 $ |
| turnieje z pulą nagród 25 000 $    |
| turnieje z pulą nagród 15 000 $    |
| turnieje z pulą nagród 10 000 $    |

### Gra pojedyncza 6 (0–6)
| Rezultat   |    | Data       | Turniej    | ($)     | Naw.          | Przeciwniczka     | Wynik              |
| Finalistka | 1. | 23/01/2011 | Lutz       | 25 000  | Ceglana       | Laura Siegemund   | 7:6(7–4), 1:6, 2:6 |
| Finalistka | 2. | 03/06/2012 | Sacramento | 50 000  | Twarda        | Maria Sanchez     | 6:4, 3:6, 1:6      |
| Finalistka | 3. | 05/08/2012 | Vancouver  | 100 000 | Twarda        | Mallory Burdette  | 3:6, 0:6           |
| Finalistka | 4. | 18/03/2018 | Tampa      | 15 000  | Ceglana       | Katerina Stewart  | 2:6, 2:6           |
| Finalistka | 5. | 15/07/2018 | Honolulu   | 60 000  | Twarda        | Nao Hibino        | 0:6, 2:6           |
| Finalistka | 6. | 03/02/2019 | Midland    | 100 000 | Twarda (hala) | Catherine McNally | 2:6, 4:6           |

### Gra podwójna 17 (7–10)
| Rezultat     |     | Data       | Turniej              | ($)     | Naw.          | Partnerka         | Przeciwniczki                          | Wynik             |
| Zwyciężczyni | 1.  | 29/10/2011 | Saguenay             | 50 000  | Twarda (hala) | Tímea Babos       | Gabriela Dabrowski Marie-Ève Pelletier | 6:4, 6:3          |
| Finalistka   | 1.  | 04/11/2011 | Toronto              | 50 000  | Twarda (hala) | Tímea Babos       | Gabriela Dabrowski Marie-Ève Pelletier | 5:7, 7:6(5), 4–10 |
| Finalistka   | 2.  | 21/01/2012 | Plantation           | 25 000  | Ceglana       | Ahsha Rolle       | Catalina Castaño Laura Thorpe          | 4:6, 2:6          |
| Zwyciężczyni | 2.  | 21/04/2012 | Dothan               | 50 000  | Ceglana       | Eugenie Bouchard  | Sharon Fichman Marie-Ève Pelletier     | 6:4, 4:6, 10–5    |
| Zwyciężczyni | 3.  | 05/05/2012 | Gifu                 | 50 000  | Twarda        | Zheng Saisai      | Chan Chin-wei Hsu Wen-hsin             | 6:4, 3:6, 10–4    |
| Finalistka   | 3.  | 02/11/2012 | Toronto              | 50 000  | Twarda (hala) | Eugenie Bouchard  | Gabriela Dabrowski Ałła Kudriawcewa    | 2:6, 6:7(2)       |
| Finalistka   | 4.  | 01/11/2012 | Toronto              | 50 000  | Twarda (hala) | Melanie Oudin     | Françoise Abanda Victoria Duval        | 6:7(5), 6:2, 9–11 |
| Finalistka   | 5.  | 30/01/2016 | Lahaina              | 50 000  | Ceglana       | Taylor Townsend   | Asia Muhammad Maria Sanchez            | 2:6, 6:3, 6–10    |
| Finalistka   | 6.  | 27/02/2016 | Rancho Santa Fe      | 25 000  | Twarda        | Carol Zhao        | Asia Muhammad Taylor Townsend          | 3:6, 4:6          |
| Finalistka   | 7.  | 08/05/2016 | Indian Harbour Beach | 75 000  | Ceglana       | Maria Sanchez     | Julja Gluszko Aleksandra Panowa        | 5:7, 4:6          |
| Zwyciężczyni | 4.  | 14/10/2017 | Sumter               | 25 000  | Twarda        | Taylor Townsend   | Alexandra Mueller Caitlin Whoriskey    | 4:6, 7:5, 10–5    |
| Zwyciężczyni | 5.  | 04/11/2017 | Tyler                | 80 000  | Twarda        | Taylor Townsend   | Jamie Loeb Rebecca Peterson            | 6:4, 6:1          |
| Finalistka   | 8.  | 11/11/2017 | Waco                 | 80 000  | Twarda        | Taylor Townsend   | Sofia Kenin Anastasija Komardina       | 5:7, 7:5, 9–11    |
| Finalistka   | 9.  | 04/02/2018 | Midland              | 100 000 | Twarda (hala) | Maria Sanchez     | Kaitlyn Christian Sabrina Santamaria   | 5:7, 6:4, 8–10    |
| Finalistka   | 10. | 14/04/2018 | Indian Harbour Beach | 60 000  | Ceglana       | Maria Sanchez     | Irina Bara Sílvia Soler Espinosa       | 4:6, 2:6          |
| Zwyciężczyni | 6.  | 15/07/2018 | Honolulu             | 60 000  | Twarda        | Misaki Doi        | Taylor Johnson Ashley Lahey            | 7:6(7–4), 6:3     |
| Zwyciężczyni | 7.  | 28/10/2018 | Macon                | 80 000  | Twarda        | Catherine McNally | Anna Danilina Ingrid Neel              | 6:1, 5:7, 11–9    |

## Występy w igrzyskach olimpijskich

### Gra pojedyncza
| Runda                                                                                  | Przeciwniczka                  | Wynik         |
| -------------------------------------------------------------------------------------- | ------------------------------ | ------------- |
|                                                                                        |                                |               |
| Letnie Igrzyska Olimpijskie w Tokio 2020, reprezentując państwo Stany Zjednoczone      |                                |               |
| I runda                                                                                | Szwajcaria: Belinda Bencic [9] | 3:6, 3:6      |
|                                                                                        |                                |               |
| Letnie Igrzyska Olimpijskie w Paryżu 2024, reprezentując państwo Stany Zjednoczone [5] |                                |               |
| I runda                                                                                | Szwajcaria: Viktorija Golubic  | 6:3, 6:4      |
| II runda                                                                               | Ukraina: Elina Switolina       | 6:4, 1:6, 3:6 |

### Gra podwójna
| Runda                                                                              | Partnerka                 | Przeciwniczki                            | Wynik          |
| ---------------------------------------------------------------------------------- | ------------------------- | ---------------------------------------- | -------------- |
|                                                                                    |                           |                                          |                |
| Letnie Igrzyska Olimpijskie w Tokio 2020, reprezentując państwo Stany Zjednoczone  |                           |                                          |                |
| I runda                                                                            | Bethanie Mattek-Sands [4] | Polska: Magda Linette / Alicja Rosolska  | 6:1, 6:3       |
| II runda                                                                           | Bethanie Mattek-Sands [4] | Francja: Alizé Cornet / Fiona Ferro      | 6:1, 6:4       |
| Ćwierćfinał                                                                        | Bethanie Mattek-Sands [4] | Brazylia: Laura Pigossi / Luisa Stefani  | 6:1, 3:6, 6–10 |
|                                                                                    |                           |                                          |                |
| Letnie Igrzyska Olimpijskie w Paryżu 2024, reprezentując państwo Stany Zjednoczone |                           |                                          |                |
| I runda                                                                            | Coco Gauff [1]            | Australia: Ellen Perez / Daria Saville   | 6:3, 6:1       |
| II runda                                                                           | Coco Gauff [1]            | Czechy: Karolína Muchová / Linda Nosková | 6:2, 4:6, 5–10 |

## Zwycięstwa nad zawodniczkami klasyfikowanymi w danym momencie w TOP 10 rankingu WTA
Stan na 07.04.2025
| Sezon      | 2021 | 2022 | 2023 | 2024 | 2025 | Łącznie |
| Zwycięstwa | 7    | 3    | 9    | 2    | 0    | 21      |

| #    | Zawodnik          | Ranking przeciwnika | Turniej                             | Nawierzchnia | Runda | Wynik            |
| ---- | ----------------- | ------------------- | ----------------------------------- | ------------ | ----- | ---------------- |
| 2021 |                   |                     |                                     |              |       |                  |
| 1.   | Elina Switolina   | Nr 5                | Australian Open, Australia          | Twarda       | 4R    | 6:4, 3:6, 6:3    |
| 2.   | Karolína Plíšková | Nr 6                | Doha, Katar                         | Twarda       | QF    | 6:3, 6:1         |
| 3.   | Karolína Plíšková | Nr 6                | Dubaj, Zjednoczone Emiraty Arabskie | Twarda       | 3R    | 6:0, 6:2         |
| 4.   | Karolína Plíšková | Nr 6                | Miami, Stany Zjednoczone            | Twarda       | 3R    | 6:1, 4:6, 6:4    |
| 5.   | Naomi Ōsaka       | Nr 2                | Rzym, Włochy                        | Ceglana      | 2R    | 7:6(2), 6:2      |
| 6.   | Karolína Plíšková | Nr 10               | Berlin, Niemcy                      | Trawiasta    | 2R    | 7:5, 6:2         |
| 7.   | Elina Switolina   | Nr 7                | Indian Wells, Stany Zjednoczone     | Twarda       | 4R    | 6:1, 6:1         |
| 2022 |                   |                     |                                     |              |       |                  |
| 8.   | Maria Sakari      | Nr 8                | Australian Open, Australia          | Twarda       | 4R    | 7:6(0), 6:3      |
| 9.   | Paula Badosa      | Nr 6                | Miami, Stany Zjednoczone            | Twarda       | QF    | 4:1 krecz        |
| 10.  | Maria Sakari      | Nr 6                | Guadalajara, Meksyk                 | Twarda       | F     | 6:2, 6:3         |
| 2023 |                   |                     |                                     |              |       |                  |
| 11.  | Iga Świątek       | Nr 1                | United Cup, Australia               | Twarda       | SF    | 6:2, 6:2         |
| 12.  | Maria Sakari      | Nr 7                | Doha, Katar                         | Twarda       | SF    | 6:2, 4:6 6:1     |
| 13.  | Coco Gauff        | Nr 7                | Montreal, Kanada                    | Twarda       | QF    | 6:2, 5:7, 7:5    |
| 14.  | Iga Świątek       | Nr 1                | Montreal, Kanada                    | Twarda       | SF    | 6:2, 6:7(4), 6:4 |
| 15.  | Maria Sakari      | Nr 6                | Tokio, Japonia                      | Twarda       | SF    | 6:2, 6:3         |
| 16.  | Jelena Rybakina   | Nr 4                | WTA Finals, Cancún                  | Twarda       | RR    | 7:5, 6:2         |
| 17.  | Aryna Sabalenka   | Nr 1                | WTA Finals, Cancún                  | Twarda       | RR    | 6:4, 6:3         |
| 18.  | Maria Sakari      | Nr 9                | WTA Finals, Cancún                  | Twarda       | RR    | 6:3, 6:2         |
| 19.  | Coco Gauff        | Nr 3                | WTA Finals, Cancún                  | Twarda       | SF    | 6:2, 6:1         |
| 2024 |                   |                     |                                     |              |       |                  |
| 20.  | Coco Gauff        | Nr 2                | Berlin, Niemcy                      | Trawiasta    | SF    | 7:5, 7:6(2)      |
| 21.  | Iga Świątek       | Nr 1                | US Open, Stany Zjednoczone          | Twarda       | QF    | 6:2, 6:4         |